# Віджаядітья III
Віджаядітья III (д/н—892) — магараджа держави Східних Чалук'їв, що відновити незалежність та розширив кордони. Відомий також як Гунага Віджаядітья.

## Життєпис
Син Вішну-вардхана V. Посів трон 849 року. Невдовзі оголосив братів Ювараджа Вікрамадітью І і Юддха Малла І своїми співправителями.
Спочатку зазнав від Раштракутів тяжкої поразки в запеклій битві при Вінгаваллі, внаслідок чого вимушений був визнати себе васалом Амогаварши. В наступні роки допомагав останньому в придушенні повстання проти Раштракутів Девендравармана V, раджі ранніх Східних Гангів, а також династії Ноламба-Паллава. 866 року здійснив успішний похід проти Нітіманга Перманаді, раджі Західних Гангів в Талакаді.
878 року скориставшись заворушеннями після смерті Амогхаварши, зумів відновити незалежність. Після цього 880 року відправив проти Крішни II війська під орудою Пандаранги Сенапаті. Було підкорено область між річками Ганг і Нармада, перемігши держави Чеді-Дахала і Вемулавада-Чалук'я. Війська Віджаядітьї III просунулися на захід, підкоривши державу Дакшинападу. Влада Східних Чалук'їв поширилася від Маханаді на півночі до озера Пулікат на півдні.
Помер 892 року. Трон спадкував його небіж Чалук'я Бхіма I.

## Меценат
Підтримував поетів, музиків і письменників. В цей час створено перші поеми мовою телугу. Він мав титул Гунакеналлата (Любитель досконалості).